# Qarah Ḩasan
Qarah Ḩasan (persiska: قره حسن) är en ort i Iran.   Den ligger i provinsen Kermanshah, i den nordvästra delen av landet, 400 km väster om huvudstaden Teheran. Qarah Ḩasan ligger 1 484 meter över havet och antalet invånare är 326.
Terrängen runt Qarah Ḩasan är kuperad åt nordost, men åt sydväst är den bergig.Runt Qarah Ḩasan är det ganska tätbefolkat, med 149 invånare per kvadratkilometer. Närmaste större samhälle är Varmenjeh, 14,7 km sydväst om Qarah Ḩasan. Trakten runt Qarah Ḩasan består till största delen av jordbruksmark.